# فلاديمير فينك
فلاديمير فينك (بالأوكرانية: Фінк Володимир Олександрович)‏ (28 مارس 1958 بسلافغورود في روسيا - 13 يناير 2005 ببيلا تسيركفا في أوكرانيا) هو لاعب كرة قدم أوكراني (وحمل سابقاً جنسية الاتحاد السوفيتي) في مركز الهجوم. لعب مع تشورنومورتس أوديسا ودينامو بارنول وزمبرو تشيسيناو.

## وصلات خارجية
- فلاديمير فينك على موقع اتحاد أوكرانيا (الإنجليزية)
- فلاديمير فينك على موقع قاعدة بيانات كرة القدم.إي يو (الإنجليزية)